# Steblów (Krapkowice)
Steblów (deutsch Stöblau) ist eine Ortschaft in Oberschlesien. Sie liegt in der Gemeinde Krapkowice (Krappitz) im Powiat Krapkowicki (Landkreis Krappitz) in der Woiwodschaft Opole (Oppeln).

## Geographie

### Geographische Lage
Das Dorf Steblów liegt drei Kilometer südlich des Gemeindesitzes und Kreisstadt Krapkowice und 27 km südlich der Woiwodschaftshauptstadt Opole (Oppeln). Der Ort liegt in der Nizina Śląska (Schlesischen Tiefebene) innerhalb der Kotlina Raciborska (Ratiborer Becken). Der Ort liegt am linken Ufer der Osobłoga (Hotzenplotz).
Durch Steblów verläuft die Wojewodschaftsstraße Droga wojewódzka 409, die von Strzelce Opolskie aus in südwestlicher Richtung nach Dambine führt. Der Ort liegt an der Bahnstrecke der Neustadt-Gogoliner Eisenbahn. 

### Nachbarorte
Nachbarorte von Steblów sind im Nordosten der Gemeindesitz Krapkowice (Krappitz), im Südosten Pietna und im Südwesten Dobrau (Dobra).

## Geschichte

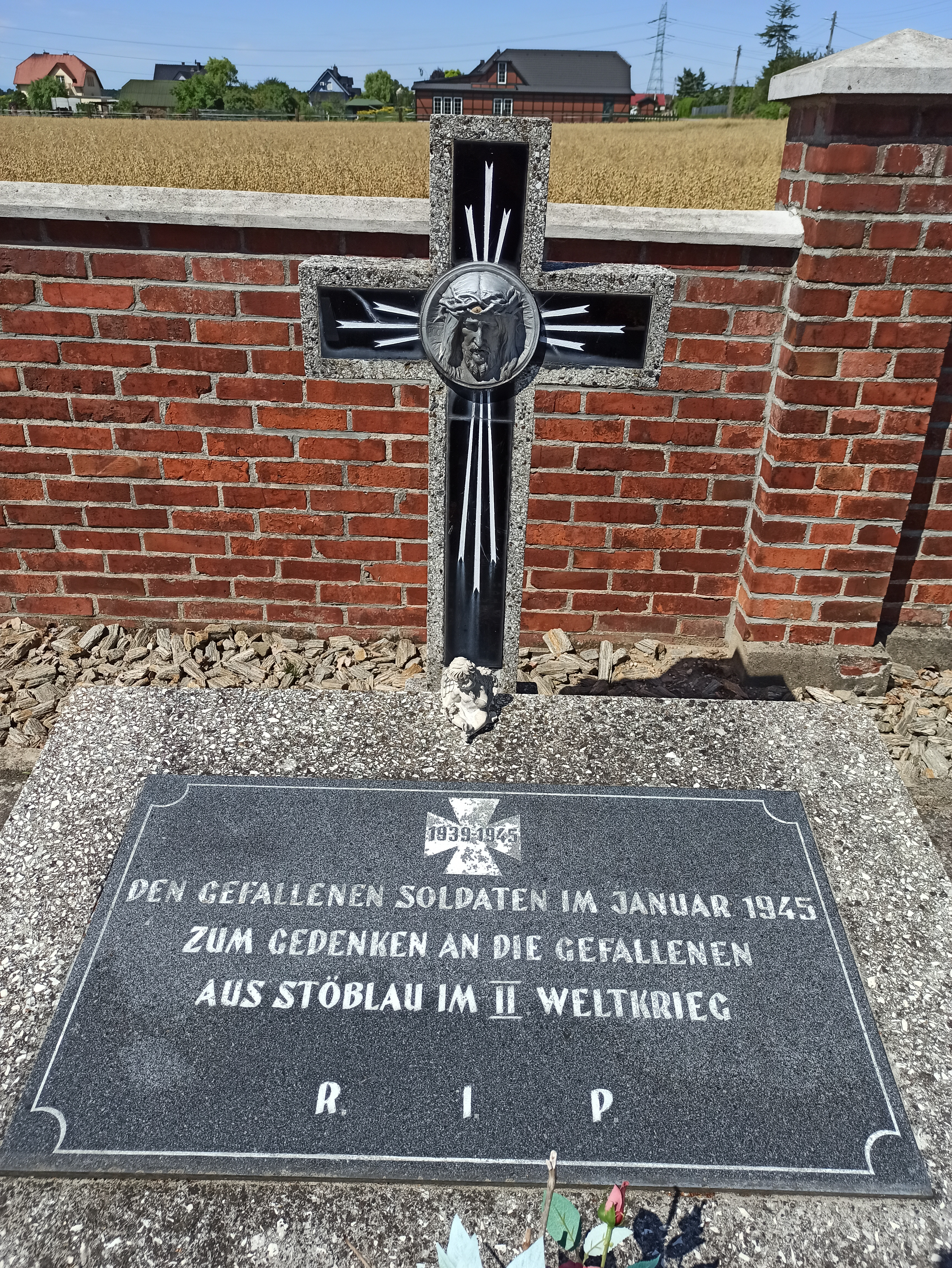
Gefallenendenkmal

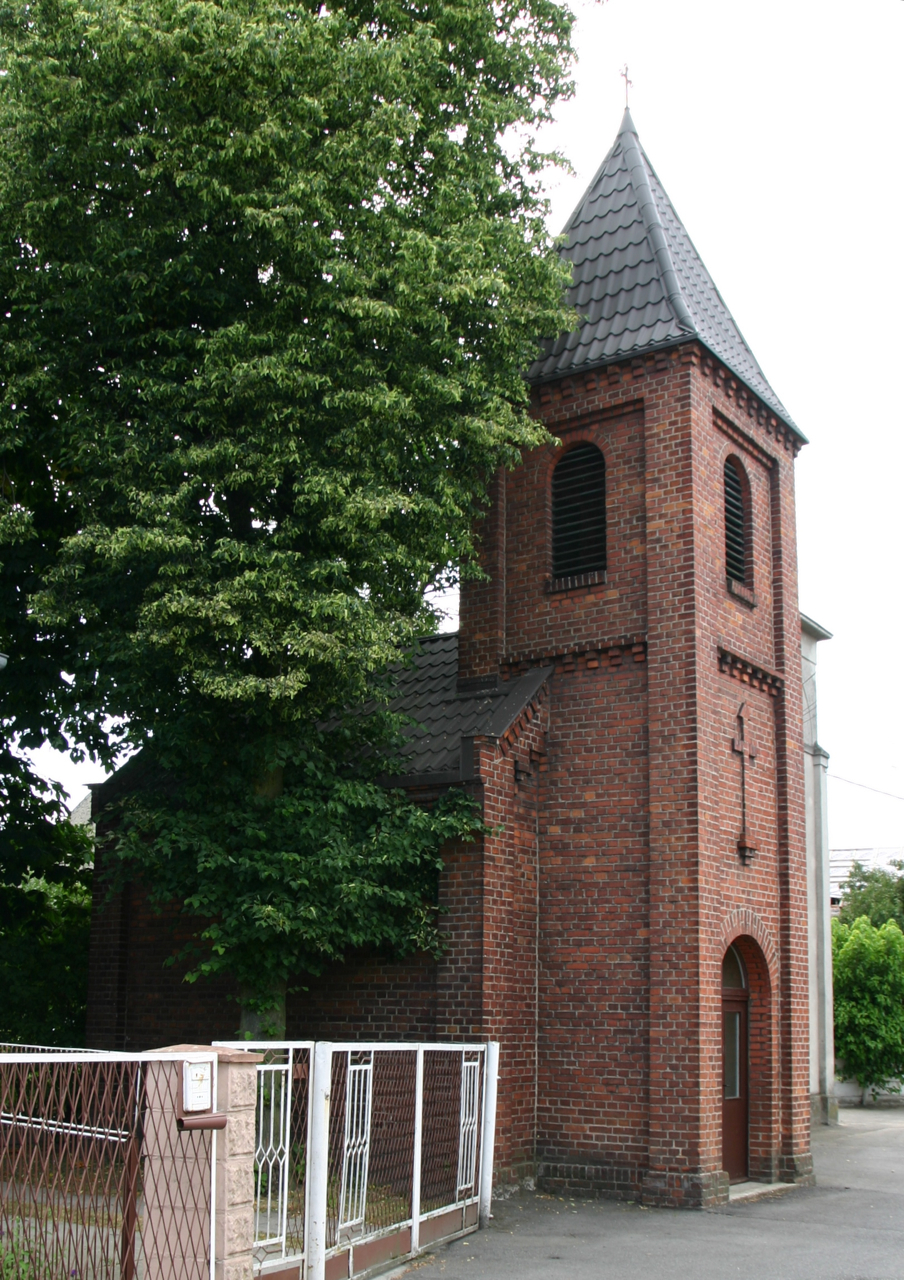
Wegkapelle

Der Ort entstand spätestens im 13. Jahrhundert und wurde 1294 erstmals urkundlich als „Styblow“ erwähnt. 1302 folgte eine Erwähnung als „de Stebbulou“. Der Ortsname soll sich von einem Personennamen ableiten.
Der Ort wurde 1784 im Buch Beyträge zur Beschreibung von Schlesien als Steblau erwähnt, gehörte einem Grafen von Seherr-Thoß und lag im Kreis Neustadt des Fürstentums Oppeln. Damals hatte er 133 Einwohner, ein Vorwerk, acht Bauern, 15 Gärtner und drei Häusler. 1865 bestand Stöblau aus einem, zur Herrschaft Dobrau gehöriges, Rittergut und einem Dorf. Das Dorf hatte zu diesem Zeitpunkt 14 Bauernstellen, sieben Gärtnerstellen und 41 Häuslerstellen, sowie eine katholische Schule. Viele der Einwohner fanden eine Nebenbeschäftigung in den Steinbrüchen bei Krappitz. Die Einwohner waren nach Krappitz eingepfarrt.
Bei der Volksabstimmung in Oberschlesien am 20. März 1921 stimmten im Ort 337 Wahlberechtigte für einen Verbleib Oberschlesiens bei Deutschland und 75 für eine Zugehörigkeit zu Polen. Stöblau verblieb nach der Teilung Oberschlesiens beim Deutschen Reich. Bis 1945 befand sich der Ort im Landkreis Neustadt O.S.
1945 kam der bis dahin deutsche Ort unter polnische Verwaltung und wurde anschließend der Woiwodschaft Schlesien angeschlossen und ins polnische Steblów umbenannt. 1950 kam der Ort zur Woiwodschaft Oppeln. 1999 kam der Ort zum wiedergegründeten Powiat Krapkowicki.

## Sehenswürdigkeiten
- Moderne römisch-katholische Kirche
- Wegkapelle mit Glockenturm und roter Ziegelfassade
- Soldatengräber aus dem Zweiten Weltkrieg
- Eine Winterlinde (Tilia cordata) unter Naturschutz mit einer Höhe von 21 Metern und 460 cm Umfang

## Vereine
- Deutscher Freundschaftskreis